# Spastonyx
Spastonyx is een geslacht van kevers uit de familie oliekevers (Meloidae).
Het geslacht is voor het eerst wetenschappelijk beschreven in 1954 door Selander.

## Soorten
Het geslacht omvat de volgende soorten:
- Spastonyx macswaini (Selander, 1954)
- Spastonyx nemognathoides (Horn, 1870)